# Слухання (право)
У праві слухання є юридичний процес перед судом або іншим органом або службовцем, що приймає рішення, наприклад, державним органом або парламентським комітетом.
Слухання, як правило, відрізняється від судового процесу, оскільки воно зазвичай коротше і часто менш формальне. Під час позову слухання проводяться у формі усної аргументації в підтримку правових ходів, чи вирішувати справу без подальшого судового розгляду на прохання про звільнення, або прийняти судового рішення, або вирішувати окремі питання права, такі як прийнятність  доказів, що визначатиме, яким чином судовий процес триватиме. Обмежені докази та свідчення також можуть бути представлені на слуханнях для доповнення юридичних аргументів.